# گمینا شلیختنگووا
گمینا شلیختنگووا (به لهستانی:  Gmina Szlichtyngowa) یک گمینا در لهستان است که در شهرستان وسخووا واقع شده‌است. گمینا شلیختنگووا ۹۹٫۷۴ کیلومتر مربع مساحت و ۵٬۱۰۹ نفر جمعیت دارد.